# Hectors delfin
Hectors delfin (Cephalorhynchus hectori) är med en längd av 1,5 meter en av de minsta arterna i ordningen valar. Den ingår i släktet Cephalorhynchus som tillhör familjen delfiner och förekommer uteslutande i havsområden kring Nya Zeeland.

## Kännetecken
Arten når en vikt mellan 40 och 60 kilogram. Den har en särskilt kort nos och en avrundad ryggfena. Stjärtfenans bägge delar har en konkav form och slutar i spetsar. Kroppen har en grå grundfärg med teckningar i olika nyanser av grå. På pannan finns svarta strimmor och även nosens spets är svart. Främre halsen, nacken och buken är vitaktiga. Från de mörkgråa bröstfenorna till ögonen finns mörka fläckar.
Nyfödda individer vägar cirka 9 kg och livslängden ligger vid 20 år.
Delfinen lever mycket socialt i grupper av två till åtta individer. De "rider" på vågor och leker även med alger. De hoppar ofta och landar vanligen på sidan.

## Utbredning och habitat
Arten finns bara kring Nya Zeeland. Kända är populationen som förekommer bara på östra respektive västra sidan av södra ön. Det antas att djupa delar av Cooksundet utgör ett oövervinnligt hinder för delfinerna. Enligt alla iakttagelser vistas de i ett område som sträcker sig från kustlinjerna 10 km ut i havet.
Vid västra sidan av Nordön lever underarten Cephalorhynchus hectori maui som enligt uppskattning har en population av omkring 100 individer.

## Hot och skyddsåtgärder
Hela populationen uppskattades under 1980-talet med 3 500 individer, nyare uppgifter skriver 2 000 till 2 500 individer. Hotet utgörs av fiskenät där delfinerna ofta fastnar och drunknar. I regionen kring Banksudden finns sedan 1988 en skyddszon där fiske är förbjuden. På så sätt stoppades populationens minskning men den ökar inte heller.
I maj 2004 etablerades av New Zealand's Department of Conservation ett system som fastställer positionen av valar. Systemet ska också användas för Hectors delfin, särskilt för den starkt hotade underarten vid Nordön.